# Église réformée américaine de Château-Thierry
L'église réformée américaine est une église située à Château-Thierry, en France. C'est une paroisse de l'Église protestante unie de France.

## Localisation
L'église est située sur la place de l'Hôtel de Ville, à Château-Thierry, dans le département de l'Aisne.

## Historique
Pendant la Première Guerre mondiale, une Église méthodiste américaine a créé un fonds pour le soutien moral des soldats engagés sous la bannière étoilée. Le solde des sommes récoltées a servi à construire ce temple inauguré en 1924,,.
Le monument est inscrit au titre des monuments historiques en 2003.

## Description
L'entrée se fait par une tour porche qui donne accès à la nef par le sud. La nef présente un grand vitrail orienté vers l'est, en triptyque qui est encadré d'un orgue de tribune.  
A l'intérieur, la nef est couverte par un lambris en vaisseau. L'un des vitraux du triptyque représente la Fayette, Ferdinand Foch, Joseph Joffre, Philippe Pétain, John Pershing et Georges Nivelle. Au-dessus de la table de communion, sur le mur du fond, est inscrit « Gloire soit à Dieu en Jésus-Christ dans l'Eglise », une citation de l'Épître aux Éphésiens 3, 20-21 qui fait référence au Soli Deo gloria. 

### Images

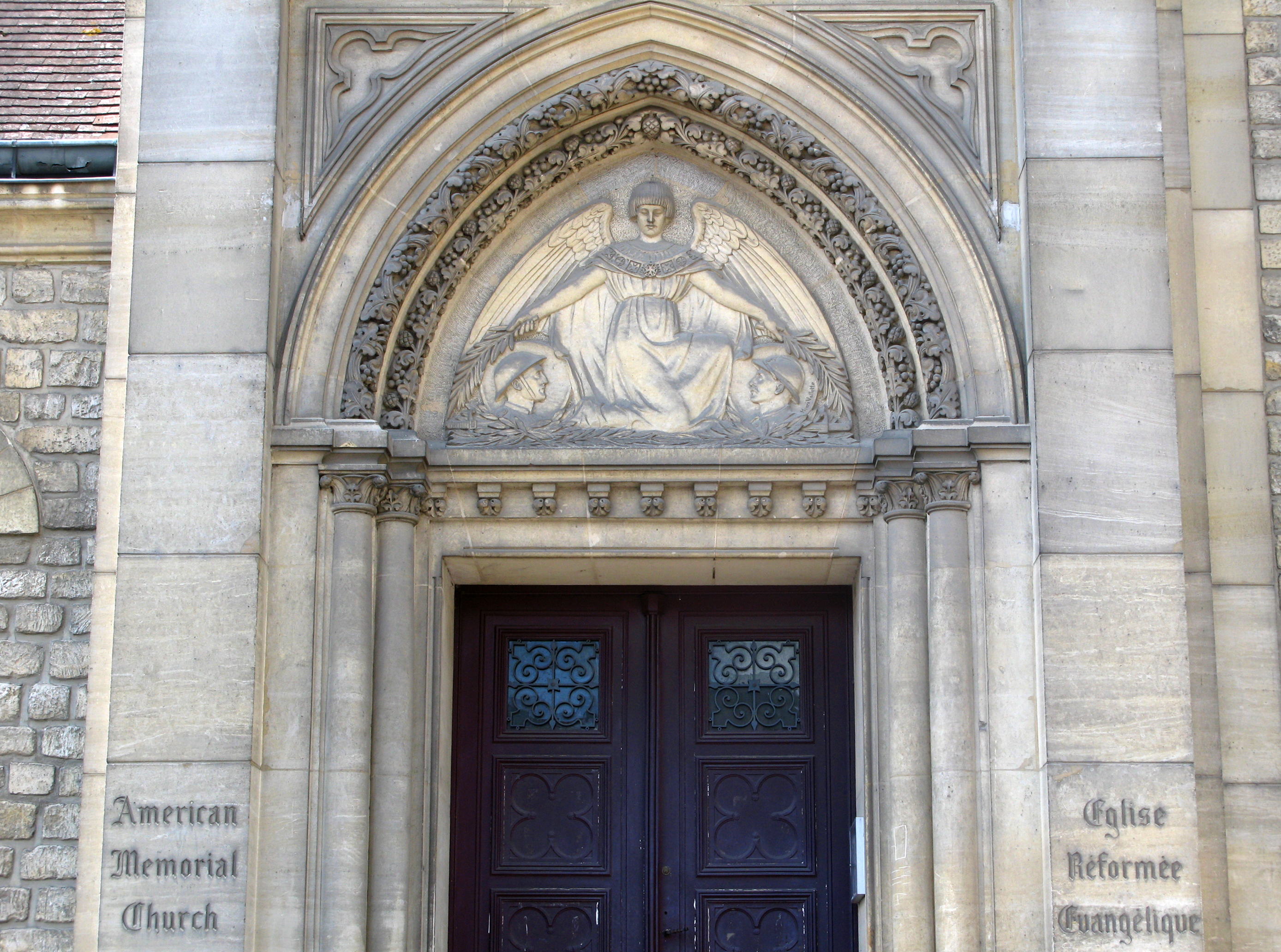
Porte d'entrée.
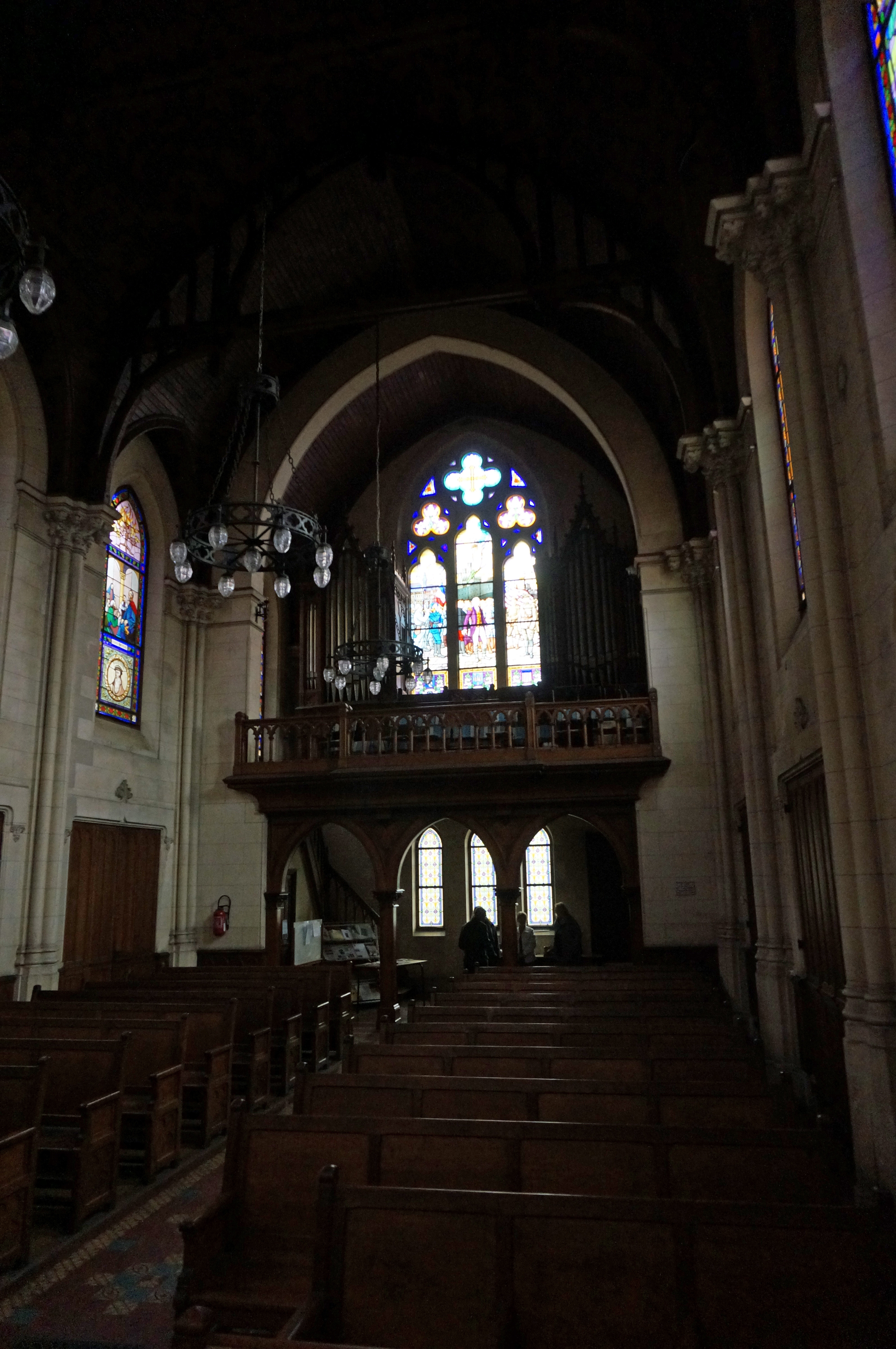
La nef.
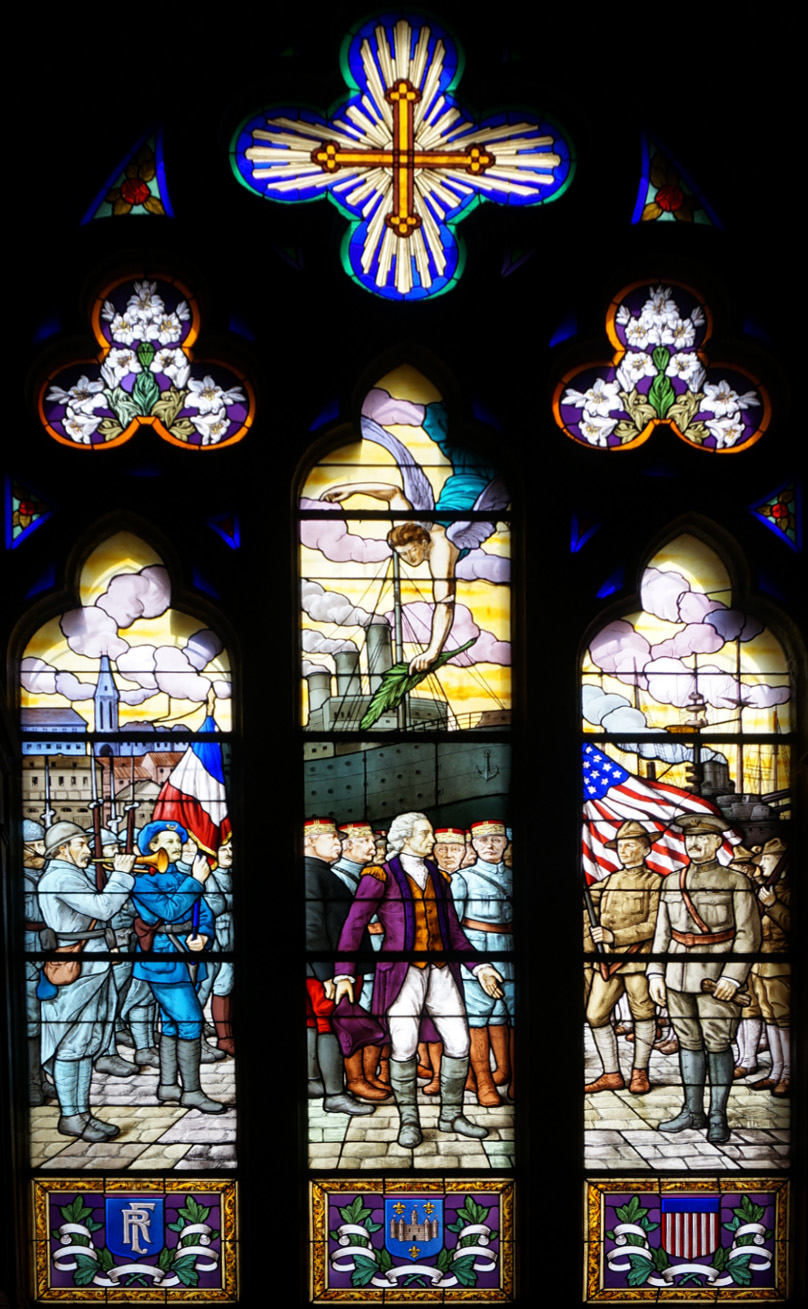
Le vitrail.
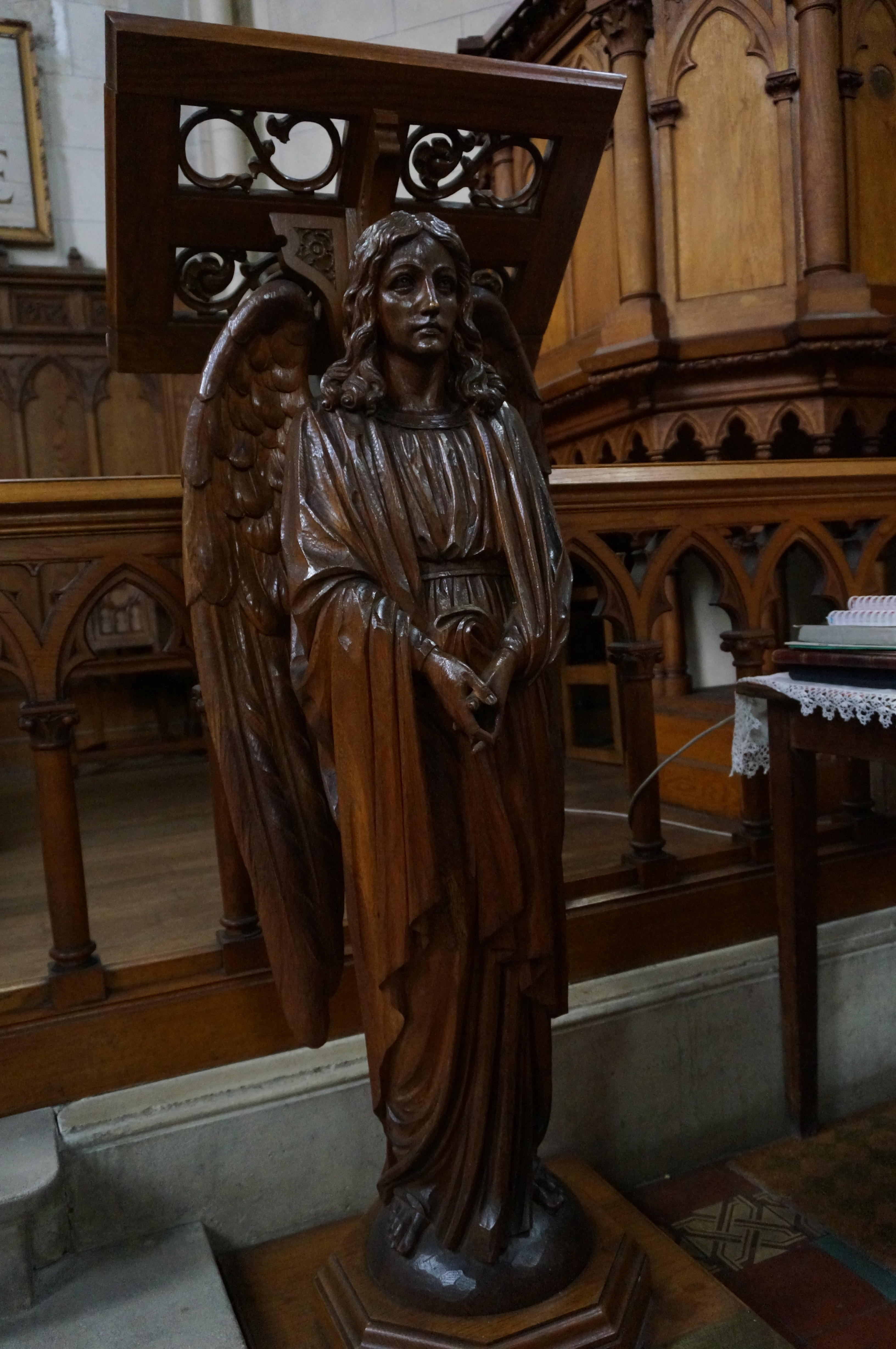
Lutrin.
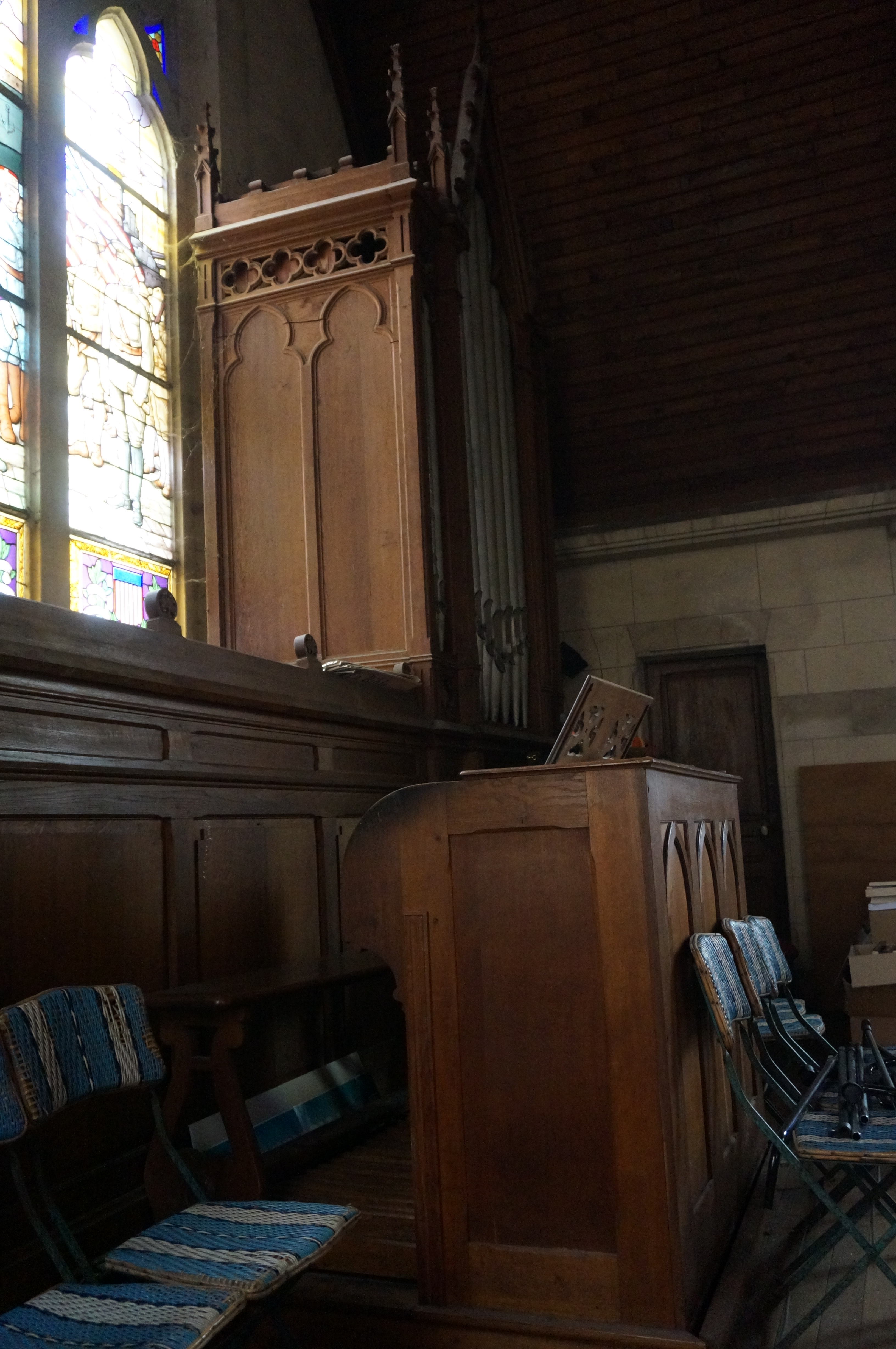
Orgues.